# ハルセル試験

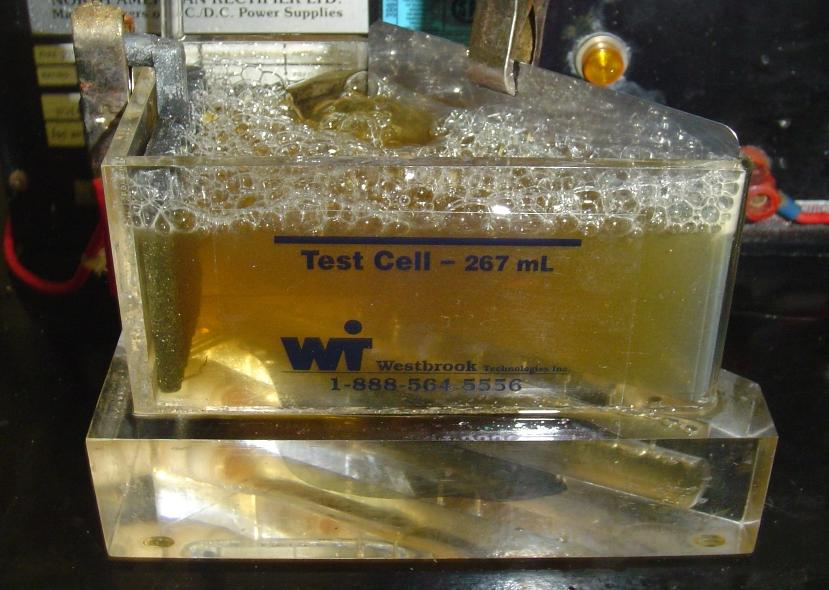
ジンケート浴のハルセル試験中

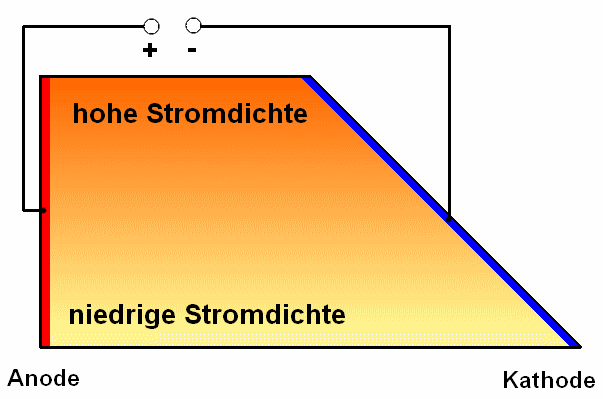
ハルセル試験における電流の流れ

ハルセル試験（英：Hull cell test）とはめっき液の主成分や光沢剤等の過不足や不純物の影響を、めっきの外観を目視で確認して判断するための試験方法。
めっき作業者にとってめっき浴のコントロールに有用な試験法の一つである。
ハルセル槽（267ミリリットル）に試料、試験片と陽極を入れ、めっきを行う。陰極と陽極を非平行に配置することで極間距離に差を作って、高電流密度から低電流密度までを同時にめっきすることが可能である。
1935年にデュポンがめっき試験用セルの製造をKocourに依頼。名前は開発者のR.O.ハルに由来する。
試験片は黄銅や鉄を用い、電流は2アンペア以上とすることが多い。